# إنريكي مولينا غارمنديا
إنريكي مولينا غارمنديا (بالإسبانية: Enrique Molina Garmendia)‏ هو فيلسوف تشيلي، ولد في 4 أغسطس 1871 في لا سيرينا في تشيلي، وتوفي في 8 مارس 1964 في كونثبثيون في تشيلي.